# Last Day of Work
Last Day of Work es una empresa creadora de videojuegos con sede en California, fundada en 2002 por Arthur Humphrey. Su particularidad es que se trata de juegos de tiempo real, donde continúan sucediendo eventos aunque el equipo esté apagado. Son juegos de estrategia e individuales que giran alrededor de una isla mágica, Isola. Su público familiar le ha hecho recibir varios premios, como el Parents Choice Foundation Award, entre otros.

## Fish Tycoon y Plant Tycoon
En estos dos juegos se trata de reproducir las especies extinguidas de peces y plantas de la isla de Isola cruzando las especies existentes, invirtiendo en investigación y comprando accesorios para mejorar el acuario o el invernadero. Son juegos disponibles para PC o Palm.

## Virtual Villagers
Virtual Villagers es una saga de videojuegos (cinco entregas) se basan en enseñar a los náufragos en la isla de Isola habilidades para sobrevivir y resolver los enigma que plantea la isla. Se puede ayudar a los personajes a recoger fruta, construir edificaciones, tener hijos o aprender medicina, entre otros. La mecánica del juego le acerca a la simulación en las cuatro entregas, que exploran diferentes partes de la isla. Ha aparecido también una versión urbana, Virtual Families.
Saga:
- Virtual Villagers A New Home.

- Virtual Villagers 2: The Lost Children.

- Virtual Villagers 3: The Secret City.

- Virtual Villagers 4: The Tree Of Life.

- Virtual Villagers 5: A New Believers.

- Datos: Q4890858